# Madah Berhelah
Madah Berhelah는 말레이시아의 팝 가수 지아나 제인의 데뷔 앨범이자, 첫 번째 정규 앨범이다. 1991년 12월 27일 베르텔스만 뮤직 그룹을 통해 발매되었으며 4만 장의 판매량을 기록했다.

## 개요
지아나 제인은 1989년 이미 노래 <Lukisan Wajah Kasih>로 데뷔했지만, 처음으로 정규 앨범을 낸 건 1991년이었다. 이 앨범은 말레이시아인들에게 지아나 제인이란 이름을 각인시켜 준 앨범이다.
앨범의 전체적인 장르는 락이지만, 대부분은 발라드 계열이다. 7번 트랙인 <Sebelum Terlewat Waktu>만이 유일하게 락이 아니다. 1번 트랙 <Riwayat Cinta>는 슬프지만, 2번 트랙 <Kehidupan>부터 6번 트랙 <Teruna Dara>에 이르기까지는 신나고 경쾌하다. 7번 트랙인 <Sebelum Terlewat Waktu>는 가성이 아닌 본연의 목소리로 F4에서 F#6에 이르는 3단 고음을 선보인 노래이다. 8번 트랙 <Rentak Hidupku>는 경쾌한 스윙/락 풍이다. 10번 트랙 <Madah Berhelah>는 락이 가미된 발라드곡이며, 이 앨범에서 가장 크게 히트친 노래이다. 1992년 아누게라 주아라 라구의 대표곡으로 선정되어, 지아나 제인은 비로소 국민적인 가수로 자리잡았다.
당초 계획은 총 11곡이었지만, 내쉬의 원곡인 <Pada Syurga Di Wajahmu>가 탈락하여 수록되지 않았다.

## 수록곡
- <Riwayat Cinta>
- <Kehidupan>
- <Ke Mana Perginya Cahaya>
- <Kekalkan Warisan>
- <Cinta Gugur Satu-satu>
- <Teruna Dara>
- <Sebelum Terlewat Waktu>
- <Rentak Hidupku>
- <Dalam Kesakitan Ini>
- <Madah Berhelah>
- <Pada Syurga Di Wajahmu>

## 특징
- 1번 트랙 <Riwayat Cinta>, 10번 트랙 <Madah Berhelah>는 싱글로 발매되었다.
- <Pada Syurga Di Wajahmu>는 앨범 수록 과정에서 탈락하여 없다.

1. ↑  Mademoiselle, Haz (2009년 7월 30일). “Bintang Seorang Ratu”. Xfresh. 2011년 7월 18일에 원본 문서에서 보존된 문서. 2009년 6월 8일에 확인함.
2. ↑  “Guapedia of Ziana Zain”. Xfresh. 2009년 6월 8일에 확인함.[깨진 링크(과거 내용 찾기)]